# Der Päonien-Pavillon

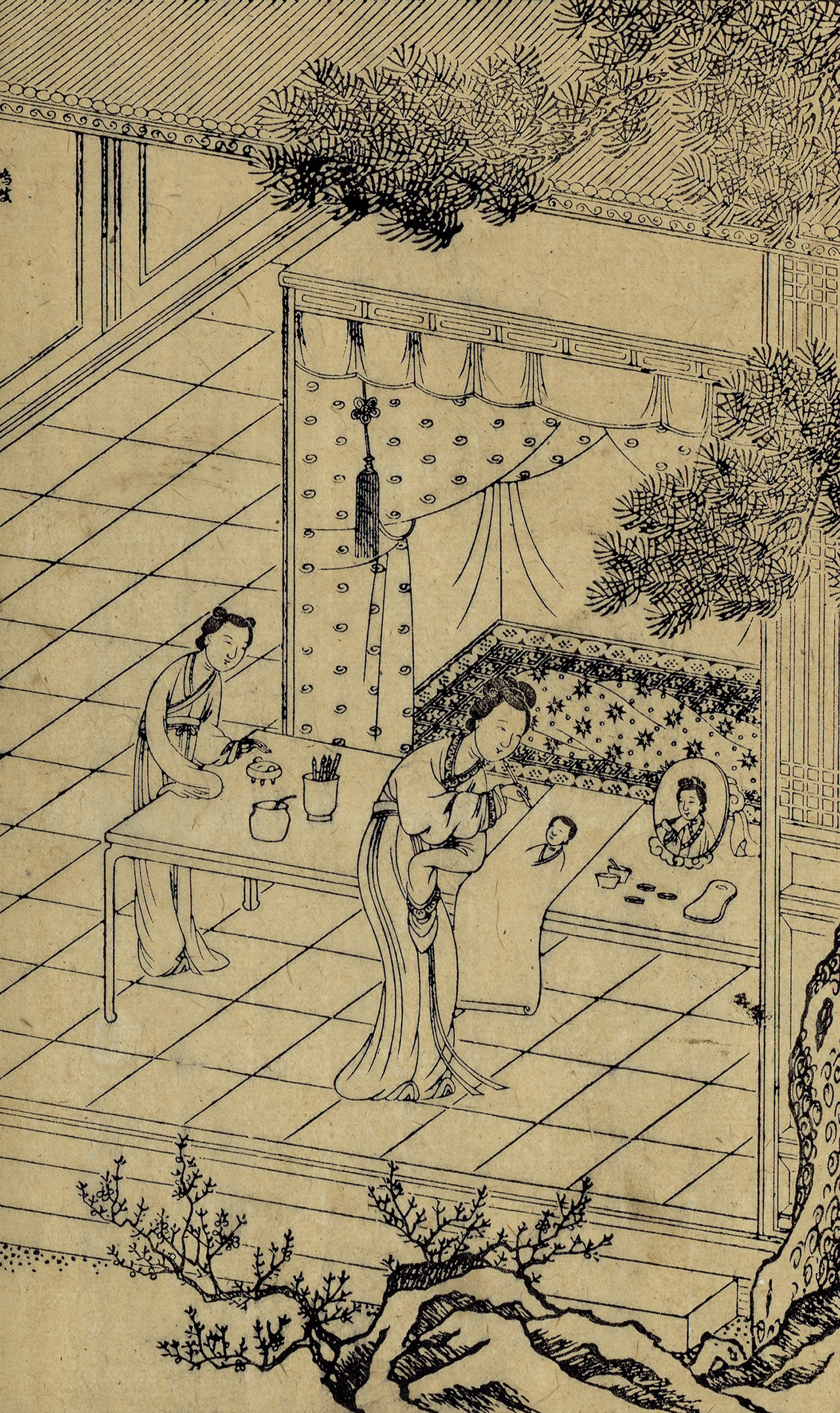

Der Päonien-Pavillon (chinesisch 牡丹亭, Pinyin Mǔdān Tíng) des chinesischen Dramatikers Tang Xianzu (1550–1616) stammt aus dem 16. Jahrhundert, zählt zu den großen Theaterstücken der chinesischen Oper und gilt als die bedeutendste Kunqu-Oper. Das Stück ist als Chuanqi einzuordnen. Die Musik wird – wie bei allen Kunqu-Opern – durch den Tonfall der gedichteten Schriftzeichen bestimmt, die ihrerseits der strengen Regelung der Qu-Dichtung unterstehen. Die Version von Ye Tang gilt für den heutigen „Päonien-Pavillon“ als maßgebend. Das Werk stellt eine Art Libretto zu damals bereits bekannten Melodien dar.
Bei dem „Päonien-Pavillon“ handelt es sich um ein opulentes Werk, das in der Zeit der Song-Dynastie (960–1279) spielt. Wie in den Stücken von Tang Xianzus Zeitgenossen Shakespeare ist rund um die zentrale Handlung – eine romantische und poetische Liebesgeschichte mit „Happy End“ – eine Vielzahl von anderen Handlungssträngen mit schillernden Charakteren angeordnet. Intime Episoden wechseln sich ab mit lärmenden Massenszenen, lyrische Poesie mit burlesker Komik.
Die Protagonistin, die überirdisch schöne Du Liniang („Schöne Du“), begegnet ihrem Geliebten, dem jungen Gelehrten Liu Mengmei in einem erotischen Traum. Unfähig, ihn im wirklichen Leben wiederzufinden, stirbt sie in unendlicher Sehnsucht an gebrochenem Herzen. Der Richter der Unterwelt ist überwältigt von ihren Gefühlen und ihrer Schönheit und erlaubt ihr, als Geist auf die Erde zurückzukehren, um weiter nach ihrem Geliebten zu suchen. Schließlich wird das Paar vereint, und Du Liniang kann zu den Lebenden zurückkehren. Der Weg zum glücklichen Ende aber ist gepflastert mit Widrigkeiten und Verwicklungen, zahlreiche Abenteuer und Probleme mit ungläubigen Eltern, ungeschickten Dienern, in das Land eindringenden tatarischen Horden, Banditen und vielem mehr sind zu bestehen.
Insgesamt treten in dem 55 Szenen und über 200 Arien umfassenden Werk mehr als 160 Charaktere auf, die von 20 bis 30 Schauspielern dargestellt werden.
Mit seiner Übertragung ins Deutsche unternahm Vincenz Hundhausen in den 1930er Jahren als Erster eine Übersetzung des Hauptwerks von Tang Xianzu (= Tang Hsiän Dsu) in eine europäische Sprache. Einzelne Aufzüge des von Hundhausen übertragenen Meisterwerks von Tang Xianzu erschienen zudem separat in deutscher Sprache als „den Bühnen gegenüber als Manuskript gedruckt“; so beispielsweise die Szenen 12 („Die Suche nach dem Traum“), 23 („Das Urteil in der zehnten Hölle“) und 50 („Das Siegesfest“).
Im Herbst 2001 war der „Päonien-Pavillon“ in der umstrittenen Inszenierung von Chen Shi-Zheng im deutschen Fernsehen zu sehen. Die Fernsehfassung entstand bei einer Aufführung im Rahmen des Festival d’Automne 1999 in der Grande Halle de la Villette in Paris und benutzte neben Kunqu auch andere chinesische Künste. Die fast 19-stündige Originalfassung wurde in 13 Folgen à 60 Minuten geschnitten und von 3sat in wöchentlichen Sendungen ausgestrahlt. Aufgrund der Länge des Originalwerkes werden in Europa in Theatervorführungen meist nur einzelne Szenen aufgeführt. In China (vor allem in Nanjing, Shanghai und Suzhou) werden entweder klassische Szenen einzeln aufgeführt oder stark verkürzte Gesamtfassungen, auf zwei oder drei Abende verteilt, gezeigt.